# Маркевич Богдан Дмитрович
Богдан Дмитрович Маркевич (17 лютого 1925, Винники, Львівська область — 23 серпня 2002, Винники) — радянський та український футболіст, згодом — футбольний тренер. Батько футболіста Мирона Маркевича, дід футболіста Остапа Маркевича. 

## Життєпис
У роки Другої світової війни потрапив у так званий контингент і був вивезений на примусові роботи до Німеччини. Після закінчення війни радянська армія визволила його і відправила на заслання на Урал. Та Богдан Маркевич мужньо витримав усі випробування долі, а завдяки футболу зумів вижити в непростих умовах. Але найцікавіше те, що після повернення до Винників серед нової влади натрапив на енкаведиста — прихильника футболу і отримав «добро» на те, щоб займатися улюбленою справою. Багато років виступав за винниківський «Харчовик» і за команду шкірзаводу. 1954 р. здобув у її складі Кубок сімсотріччя Львова.
Грав за команди «Дніпро», Харчовик (Винники) і «Жупан» (усі — Винники). Працював тренером у командах «Жупан» (Винники) та «Світанок» (Львів), був тренером-селекціонером «Карпат» (Львів) наприкінці 1960-х і на початку 1970-х років.
У рідних Винниках тренував юних футболістів, серед яких:
- Роман Покора (виступав, зокрема за «Карпати» Львів і «Металіст» Харків)
- Ростислав Поточняк («Карпати» Львів, «Металіст» Харків)
- Ярослав Грисьо (футбольний арбітр вищих ліг СРСР та України, голова Федерації футболу Львівської області)
- Юрій Гданський (СКА Львів)
- Роман Весна («Карпати» Львів)
- Мирон Маркевич («Торпедо» Луцьк, згодом один з найкращих українських тренерів, вивів «Дніпро» у фінал Ліги Європи).

Похований у родинному гробівці на Винниківському цвинтарі.

## Вшанування
Почесний громадянин Винників. Стадіон у Винниках названий іменем Богдана Маркевича. З 2003 року проводять щорічний юнацький турнір пам'яті Богдана Маркевича. 24 серпня 2015 року на стадіоні його імени у Винниках відкрито пам'ятник Богданові Маркевичу. Автор — Василь Гурмак, архітектор — Андрій Лисенко.